# Woolford Bales Baker
Woolford Bales Baker (auch Woolford B. Baker, * 30. Dezember 1892 in Las Vegas, New Mexico; † 27. Dezember 1993 in Atlanta, Georgia) war ein US-amerikanischer Biologe.

## Leben

### Familie und Ausbildung
Der aus der im US-Bundesstaat New Mexico gelegenen Stadt Las Vegas stammende Woolford Bales Baker, Sohn des Carey Lavega Baker (1863–1932) und der Susan Adeline Coulter Baker (1866–1943), erhielt seine Pflichtschulausbildung im US-Bundesstaat Arkansas. Im Anschluss studierte er Biologie am Henderson-Brown College in Arkadelphia, 1913 erwarb er den akademischen Grad eines Bachelor of Arts. Baker setzte sein Studium an der Emory University in Druid Hills fort, 1920 schloss er mit dem Grad eines Master of Arts ab. 1926 wurde Woolford Bales Baker an der Columbia University zum Ph.D. in Protozoology promoviert. Im Jahre 1931 führte ihn ein einjähriger Forschungsaufenthalt als travelling Fellow der Julius Rosenwald Foundation an das Kaiser-Wilhelm-Institut für Biologie nach Berlin-Dahlem.
Woolford Bales Baker, Mitglied der Evangelisch-methodistischen Kirche, überzeugter Anhänger der Demokraten, vermählte sich am 21. Dezember 1916 mit Bernice Hall. Dieser Ehe entstammten die Kinder Frances Adeline und Woolford Bales junior. Woolford Bales Baker verstarb Ende 1993 drei Tage vor Vollendung seines 101. Lebensjahres in Atlanta.

### Beruflicher Werdegang
Woolford Bales Baker war seit 1913  als Instructor in Biology am Henderson-Brown College eingesetzt. Seit 1915 lehrte er an diversen Colleges. Im Jahre 1919 übernahm er eine Stelle als Instructor in Biology an der Emory University, 1922 wurde er zum Assistant Professor, 1924 zum Associate Professor, 1926 zum Full Professor ernannt. Zusätzlich war er von 1924 bis 1925 als Wissenschaftlicher Assistent an der Columbia University, von 1924 bis 1926 als Acting Professor of Biology und Leiter des gleichnamigen Departements am Agnes Scott College in Decatur sowie von 1953 bis 1955 als Professor an der Mountain Lake Biological Station der University of Virginia angestellt. Im Jahre 1957 führte Baker den Vorsitz eines Komitees, das einen landesweiten wissenschaftlichen Lehrplan für öffentliche Schulen erstellte.
Woolford Bales Baker wurde im Jahre 1961 an der Emory University emeritiert. Seine wissenschaftliche Tätigkeit setzte er danach am Emory University Museum fort.
Der zum Mitglied der American Association for the Advancement of Science, der Georgia Academy of Science, der American Botanical Society, der American Association of University Professors, der Phi Beta Kappa, der Sigma Xi, der Phi Sigma, der Kappa Phi Kappa sowie der Sigma Chi gewählte Woolford Bales Baker, wurde 1962 in Anerkennung seiner besonderen Verdienste um die Emory University  mit dem ersten von dieser Universität verliehenen Thomas Jefferson Award ausgezeichnet. Baker war gemeinsam mit Emily Stewart Harrison maßgeblich an der Gründung des Fernbank Forest beteiligt. Die in der Nähe des Campus der Emory University gelegenen Baker Woodlands sind nach ihm benannt.

## Publikationen
- Studies in the life history of Euglena. Ph. D. Columbia University 1926, Lancaster, Pa., 1926
- zusammen mit Lucien Harris, Wallace Rogers: Southern nature stories. T.E. Smith, Atlanta, 1946
- Science teaching and the world of tomorrow. in: Science Education, Volume 34, Issue 1, Science Education, Inc. New York, N.Y., 1950, S. 7–15.
- Wild flowers of Georgia. 2d ed, Pub. by Mrs. Edmund Francis Cook, West Point, Ga., 1956
- zusammen mit Annie Sue Brown: Biology in the K-12 Curriculum. in: The American Biology Teacher, Volume 21, Number 4, The Association, 1959, S. 123–125.
- Universe and solar system. / Series 8. in: Science series (Filmstrip), Colonial Films [distributor], [United States], 1961
- Reminiscences of My Experiences at the American Museum of Natural History. in: Curator: The Museum Journal, Volume 26, Issue 4, John Wiley & Sons Ltd., London, 1983, S. 301–305.